# Âme belge
Âme belge (titre en néerlandais : Belgische zielen) est un film belge muet réalisé par Armand du Plessy en 1921.

## Synopsis
Espionnage en temps de guerre, dans un Bruxelles occupé.

## Fiche technique
- Titre original : Âme belge
- Titre en néerlandais : Belgische zielen
- Réalisation :  Armand du Plessy
- Producteur : Hippolyte De Kempeneer
- Pays d'origine :  Belgique
- Format : Noir et blanc  - Muet

## Distribution
- Balthus : Wurtselchen / Barsac
- Reine Christian : Rose Magnier
- Coursière : Général Montens
- William Elie
- Raphaël Gilbert : Capitaine Magnier
- Henri Goidsen : Otto Kreuzebaum
- Harzé : Herr Hartenstein
- Francis Martin : Jean Magnier
- Ernest Monret : Heineke
- Jean Nöel : Herr Littman
- Jimmy O'Kelly : Pierre Magnier
- Marie-Louise Philippe : Renée
- Marcel Roels : Chef de section / Mystérieux Anonyme
- René Vermandèle